# 関下稔
関下 稔（せきした みのる／朝日稔、1942年2月25日 - ）は、日本の経済学者。学位は、経済学博士。専門は国際経済学。立命館大学名誉教授。元日本国際経済学会会長（2004－2006年）。2020年瑞宝中綬章受章。

## 略歴
埼玉県生まれ。1965年早稲田大学第一商学部卒業後、早稲田大学大学院商学研究科修士課程を経て、1972年京都大学大学院経済学研究科修了。
山口大学経済学部助教授、立命館大学経営学部教授、立命館大学国際関係学部教授、名古屋学院大学商学部教授を経て、立命館大学国際関係学部特任教授。2020年瑞宝中綬章受章。

## 著書

### 単著
- 『現代アメリカ貿易分析――パクス・アメリカーナの生成・展開・再編』（有斐閣, 1984年）
- 『現代世界経済論――パクス・アメリカーナの構造と運動』（有斐閣, 1986年）
- 『日米貿易摩擦と食糧問題』（同文舘, 1987年）
- 『大学教員の自画像――国際経済学者の場合』（朝日堂, 1989年）
- 『日米経済摩擦の新展開』（大月書店, 1989年）
- 『競争力強化と対日通商戦略――世紀末アメリカの苦悩と再生』（青木書店, 1996年）
- 『現代多国籍企業のグローバル構造――国際直接投資・企業内貿易・子会社利益の再投資』（文眞堂, 2002年）
- 『多国籍企業の海外子会社と企業間提携――スーパーキャピタリズムの経済的両輪』（文眞堂, 2006年）
- 『国際政治経済学の新機軸――スーパーキャピタリズムの世界』（晃洋書房, 2009年）
- 『国際政治経済学要論―学際知の挑戦』（晃洋書房, 2010年）

### 共著
- （奥田宏司）『多国籍銀行――国際金融不安の主役』（有斐閣, 1984年）
- （芦田亘・柳ケ瀬孝三）『現代資本主義』（有斐閣, 1989年）

### 編著
- 『現代金融資本の諸理論――多国籍企業と多国籍銀行の多重的ネットワーク』（同文舘, 1989年）

### 共編著
- （奥田宏司）『多国籍銀行とドル体制――国際金融不安の構図』（有斐閣, 1985年）
- （杉本昭七・藤原貞雄・松村文武）『現代世界経済をとらえる――ニュー・インターナショナル・エコノミックス25』（東洋経済新報社, 1987年）
- （森岡孝二）『今日の世界経済と日本（1）世界秩序とグローバルエコノミー』（青木書店, 1992年）
- （小林誠・南野泰義・山形英郎・森岡真史）『プロブレマティーク国際関係』（東信堂, 1996年）
- （石黒馨・関寛治）『現代の国際政治経済学――学際知の実験』（法律文化社, 1998年）
- （坂井昭夫）『アメリカ経済の変貌――ニューエコノミー論を検証する』（同文舘, 2000年）
- （永田秀樹・中川涼司）『クリティーク国際関係学』（東信堂, 2001年）
- （中川涼司）『ITの国際政治経済学――交錯する先進国・途上国関係』（晃洋書房, 2004年）
- （小林誠）『統合と分離の国際政治経済学――グローバリゼーションの現代的位相』（ナカニシヤ出版, 2004年）
- （板木雅彦・中川涼司）『サービス多国籍企業とアジア経済――21世紀の推進軸』（ナカニシヤ出版, 2006年）
- （有賀敏之）『東海地域と日本経済の再編成――地域経済、グローバル化、産業クラスター』（同文舘, 2009年）
- （中川涼司）『知識資本の国際政治経済学――知財・情報・ビジネスモデルのグローバルダイナミズム』（同友館, 2010年）

### 訳書
- ジェラルド・K・ヘライナー『多国籍企業と企業内貿易』（ミネルヴァ書房, 1982年）